# الزانية (رواية)
الزانية هي الرواية السادسة عشر للكاتب «باولو كويلو» تتناول موضوع الزنا وقد كتبت بلغة كويلو الأم البرتغالية وصدرت النسخة البرتغالية في ال10 من أبريل عام 2014.

## لمحة عن الرواية
امرأة في الثلاثين من عمرها تبدأ تتسائل عن الروتين التي هي فيه والذي يمكنها من التنبوء بكل أحداث يومها. الكل يحسدها على حياتها المثالية وزوجها الذي يحبها وأولادها اللطفاء المؤدبين وعملها كصحفية، ولكنها لم تعد تتحمل الجهد بالتمثيل بأن حياتها الحياة المثالية وأنها سعيدة وكل ما تشعر به شعور متضخم من اللامبالاة وكل ذلك يتغير عندما تلتقي حبيبها السابق الذي أصبح سياسي محنك وأثناء مقابلته يثير شيء في داخلها لم تشعر به لوقت طويل «الرغبة» والآن هي تسعى جاهدة للحب المستحيل وستكون في مكان لا تحسد عليه من الضغوطات والمشاعر الإنسانية لتجد خلاصها في النهاية.

## وصلات خارجية
- صفحة رواية الزانية على موقع جود ريدز